# Johannes Brauer
Johannes Brauer (* 8. September 1905 in Meerane; † 1992 in Ebersdorf) war ein deutscher Maler, Grafiker und Plastiker.

## Leben und Werk
Bald nach Brauers Geburt starb sein Vater, und die Familie geriet in eine soziale Notlage. Brauers Wunsch, Künstler zu werden, erschien damit unerreichbar. Brauer besuchte in Meerane die Realschule, absolvierte eine Schlosserlehre und besuchte abends die Gewerbeschule zu Meerane. Mit deren Abschlusszeugnis konnte er die Ingenieurschule Zwickau besuchen, wozu er eine Freistelle und ein Stipendium erhielt. Daneben arbeitete er sonntags als Tankwart. Diese Arbeit verlor er, weil er wegen aktiver Gewerkschaftsarbeit gekündigt wurde. Er fand eine neue Anstellung und konnte so sein Studium bis zum Abschluss als Betriebsingenieur weiter durchhalten. Danach arbeitete er als Schlosser und Ingenieur. Ende der 1920er Jahre belegte er Abendkurse an der Leipziger Staatlichen Akademie für graphische Künste und Buchgewerbe, an der er dann von 1932 bis 1934 als Meisterschüler bei Alois Kolb und Georg Belwe studierte.
Danach arbeitete er bis 1945 als freischaffender Künstler. Zur Sicherung des Lebensunterhalts war er aber weiter in seinem Beruf tätig, von 1943 bis 1944 in der Verwaltung und später als Bauleiter beim Rüstungsunternehmen Erla Maschinenwerk GmbH in Leipzig. Er stellte 1938 drei Drucke und 1941 eine Tierplastik auf der Großen Deutschen Kunstausstellung aus.
Nach dem Ende des Zweiten Weltkriegs arbeitete Brauer weiter als freischaffender Künstler in Leipzig. Offenbar erreichte er, dass der Leipziger Scholle-Verlag mit einer Druckwerkstatt für Originalgrafik, der früher Arbeiten Brauers veröffentlicht hatte, von der sowjetischen Militärverwaltung eine Lizenz erhielt.
Zu Brauers künstlerischem Œuvre gehören insbesondere Landschafts- und Tiermotive, Arbeitsdarstellungen aus Industrie und Landwirtschaft, Porträts, Figürliches und Stillleben. Er schuf Tafelbilder, Handzeichnungen, Radierungen, Holzschnitte und Plastiken und publiziert einige seiner Arbeiten mit eigenen Texten.
Neben seiner künstlerischen Tätigkeit arbeitete er auch als Lehrer an der Kunstgewerbeschule der Stadt Leipzig, am Schiller-Gymnasium und an der Hochschule für Grafik und Buchkunst.
1956 zog er mit seiner Frau, die er 1924 geheiratet hatte, nach Waldsteinberg. Er wurde Mitglied des Verbands Bildender Künstler der DDR und seine Popularität stieg. Er hatte vor allem in den 1960er Jahren in der DDR eine große Zahl von Einzelausstellungen, u. a. in Bad Düben, Demmin, Dessau, Glauchau, Gnandstein, Görlitz, Güstrow, Hettstedt, Leisnig, Naumburg, Nordhausen, Oberlungwitz, Quedlinburg, Rostock und Wurzen, war wohl aber auf keiner zentralen oder wichtigen regionalen Ausstellung vertreten. Später geriet er weitgehend in Vergessenheit.
Laut Katalog seiner Ausstellung Tier – Landschaft im Kreismuseum Wurzen 1965 befinden sich über 2000 Arbeiten Brauers in mehr als 200 Museen in Deutschland und weltweit. Das Kulturhistorische Museum Wurzen bewahrt einen umfangreichen, bisher größtenteils nicht inventarisierten Teilnachlass Brauers, vor allem sein zeichnerisches Œuvre. Bilder Brauers befinden sich auch im Heimatmuseum Ebersbach-Neugersdorf.

## Publikationen mit Illustrationen Brauers
- Johannes Brauer: Tiere – Band 9. Scholle-Verlag, Leipzig, 1942
- Johanner Brauer: Zeichnungen. Novellen. Scholle-Verlag, Leipzig, 1941(u. a. mit einem Original-Holzschnitt)
- Johannes Brauer: Raucherkarikaturen. Verse und Zeichnungen. Verlag Max Möhring, Leipzig, 1945
- Draußen am Tümpel (achte Holzschnitte; gedruckt im Scholle-Verlag, publiziert in Mappe 1946 vom Greifen-Verlag Rudolstadt; ein Exemplar in der Kunstbibliothek – Staatliche Museen zu Berlin)